# 5928 Pindarus
5928 Pindarus eller 1973 SK1 är en asteroid i huvudbältet som upptäcktes den 19 september 1973 av den nederländsk-amerikanske astronomen Tom Gehrels och det nederländska astronomparet Ingrid van Houten-Groeneveld och Cornelis Johannes van Houten vid Palomarobservatoriet. Den är uppkallad efter den grekiske poeten Pindaros.
Asteroiden har en diameter på ungefär 30 kilometer och den tillhör asteroidgruppen Hilda.